# Запис крушка код цркве (Пардик)
Запис крушка код цркве (Пардик) се налази на парцели чији је власник Српска православна црква.

## Локација
| Општина             | Ражањ                                                                       |
| Катастарска општина | Пардик                                                                      |
| Потес               | Осоје                                                                       |
| Координате          | 43° 43′ 10″ С; 21° 35′ 14″ И / 43.719499999999996° С; 21.587299999999999° И |
| Надморска висина    | 302m                                                                        |

## Карактеристике
Дендрометријске вредности утврђене на терену и сателитским снимцима:
| Стабло                     | Крушка |
| Висина стабла              | m      |
| Обим дебла                 | m      |
| Пречник крошње             | 6m     |
| Пречник дебла              | m      |
| Висина дебла до прве гране | m      |

## База записа
Запис је у оквиру Викимедија пројекта "Запис - Свето дрво" заведен под редним бројем 0906.